# Frank McLaughlin
Pour les articles homonymes, voir McLaughlin.
Frank McLaughlin, né le 15 avril 1960 à Toronto, est un skipper canadien.

## Carrière
Frank McLaughlin participe aux Jeux olympiques d'été de 1988 à Séoul et remporte la médaille de bronze dans la catégorie du Flying Dutchman.